# Titularbistum Corna
Corna ist ein Titularbistum der römisch-katholischen Kirche.
Es geht zurück auf ein früheres Bistum der antiken Stadt Korna in der kleinasiatischen Landschaft  Pisidien bzw. Lykaonien in der heutigen südlichen Türkei. Das Bistum gehörte der Kirchenprovinz Iconium an.
| Titularbischöfe von Corna |                                      |                                            |               |                   |
| Nr.                       | Name                                 | Amt                                        | von           | bis               |
| 1                         | Mattia Leonardo Trudone Brans OFMCap | Apostolischer Vikar von Medan (Indonesien) | 12. Juli 1932 | 12. Dezember 1969 |